# 斯特里任河 (傑斯納河支流)

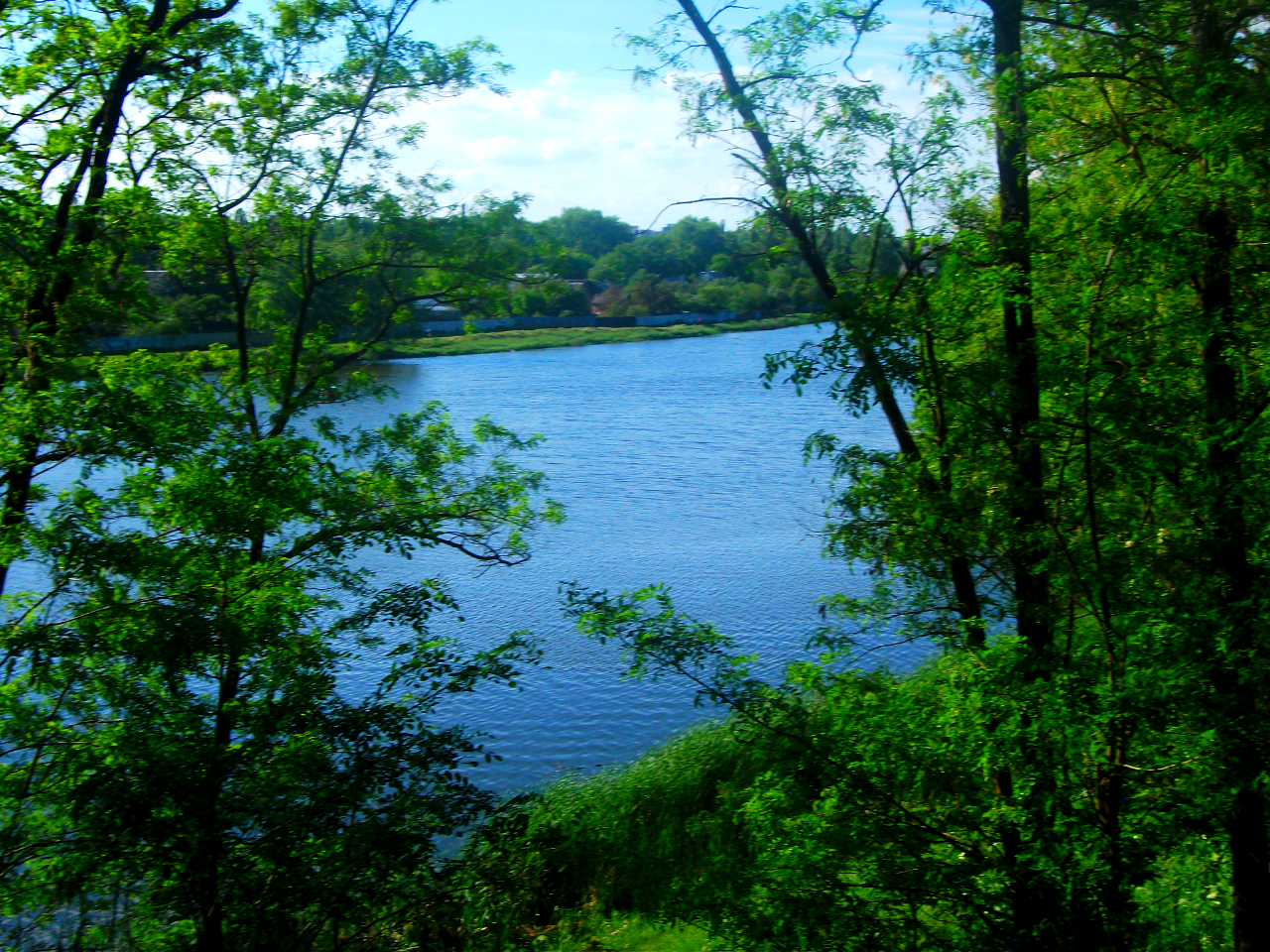

斯特里任河（烏克蘭語：Стрижень），是烏克蘭北部的河流，屬於傑斯納河的支流。該河流經切爾尼希夫州的切爾尼希夫區，河流全長24公里，流域面積168平方公里。